# RELA
El factor de transcripción p65 (RELA) es una proteína codificada en humanos por el gen RELA.
NFKB1 o NFKB2 se unen a REL, RELA o RELB para formar el complejo NFKB. El heterodímero p50/p65 (NFKB1/RELA) es la forma más abundante de complejo NFKB. Este complejo es inhibido por proteínas IκB (NFKBIA o NFKBIB), que inactivan a NFKB secuestrándolo y reteniéndolo en el citoplasma. La fosforilación de los residuos de serina de las proteínas IκB mediante la acción de quinasas como IKBKA o IKBKB, las marca para ser degradadas por una ruta de ubiquitinación, permitiendo la activación del complejo NFKB. El complejo NFKB activado se trasloca al núcleo celular y se une al ADN en motivos de unión kappa-B, tales como las secuencias de nucleótidos 5'-GGGRNNYYCC-3' o 5'-HGGARNYYCC-3' (donde H es A, C o T; R es una purina, A o G; Y es una pirimidina, C o T).

## Interacciones
La proteína RELA ha demostrado ser capaz de interaccionar con:
- NFKBIB[3][4]
- ETHE1[5]
- NFKBIE[6]
- RFC1[7]
- TRIB3[8]
- CREBBP[9][10][11][12][13]
- Factor 1 citosólico de neutrófilo[14]
- Receptor de glucocorticoides[15][16][17]
- MTPN[18]
- BRCA1[19]
- c-Fos[20]
- POU2F1[21]
- BTRC[22]
- Proteína de unión a TATA[23][24]
- IκBα[25][26][22][27][28][29][30]
- NFKB2[31][32]
- NFKB1[31][33]
- NCOR2[34][35]
- Receptor de aril hidrocarbonos[36][37]
- CEBPB[38][39]
- HDAC3[25]
- DHX9[40]
- PARP1[41]
- ASCC3[42]
- HDAC1[26][10][43]
- CSNK2A2[44]
- HDAC2[26][45]
- Caseína quinasa 2, alfa 1[44]
- Proteína quinasa Mζ[46]
- STAT3[47]
- RNF25[48]
- Sp1[49][50]
- CDK9[51]
- TAF4B[52]
- MEN1[53]
- PPP1R13L[54][55]
- APBA2[56]
- REL[31][28][57]
- ING4[58]
- EP300[26][13]
- FUS[59]
- PIAS3[9]
- c-Jun[20]